# Петченко Єгор Єгорович
Єгор Єгорович Петченко (1893, село Леськине, тепер Антрацитівського району Луганської області — 28 грудня 1970, Луганська область) — український радянський діяч, шахтар, вибійник, зарубник шахти Михайлівського шахтоуправління тресту «Фрунзевугілля» комбінату «Донбасантрацит» Луганської області, Герой Соціалістичної Праці (28.08.1948). Депутат Верховної Ради УРСР 2-го скликання.

## Біографія
Народився у 1893 (за іншими даними — 1897) році у селянській родині. Закінчив три класи церковно-приходської школи.
Трудову діяльність розпочав у 1910 році запальником на шахті «Михайлівка». З 1912 року працював робітником вибою шахт Вагнерова, Красильникова, Морліна на Донбасі. Продовжував працювати шахтарем-зарубником Михайлівського шахтоуправління тресту «Боковоантрацит» Ворошиловградської області до 1941 року. Без відриву від виробництва закінчив вечірню школу та курси підвищення кваліфікації у місті Сталіно.
З 1941 року — в Червоній армії, учасник німецько-радянської війни. Служив солдатом 27-го стрілецького полку 12-ї армії, сапером на Північному Кавказі та під містом Новоросійськом.
У березні 1944 року, як кадровий спеціаліст, був демобілізований із армії. Повернувся на Донбас, де брав участь у відбудові шахт Михайлівського шахтоуправління Ворошиловградської області.
З 1944 року — зарубник шахти «Чапаївка», вибійник шахти № 1-біс (імені Щорса) Михайлівського шахтоуправління тресту «Фрунзевугілля» комбінату «Донбасантрацит» Ровеньківського району Ворошиловградської області.
Виконував нарізку нових вугільних лав. Застосовуючи метод багатозабійного оббурювання, обслуговував одночасно декілька виробітків, регулярно виконував план на 400-600% (5-6 змінних норм). За два роки виконав вісім річних норм з видобутку вугілля.
Потім — на пенсії.

## Нагороди
- Герой Соціалістичної Праці (28.08.1948)
- два ордени Леніна (28.08.1948, 4.09.1948?)
- орден Трудового Червоного Прапора (23.01.1948)
- медаль «За доблесну працю у Великій Вітчизняній війні 1941—1945 років»
- медалі